# NGC 3642
NGC 3642 (również PGC 34889 lub UGC 6385) – galaktyka spiralna (Sbc), znajdująca się w gwiazdozbiorze Wielkiej Niedźwiedzicy. Odkrył ją William Herschel 18 marca 1790 roku. Jest to galaktyka z aktywnym jądrem typu LINER.